# خانه‌های بریم شماره ۲۱۴
خانه‌های بریم شماره ۲۱۴ مربوط به دوره پهلوی دوم است و در آبادان، منطقه مسکونی بریم، پلاک ۲۱۴ واقع شده و این اثر در تاریخ ۱۲ شهریور ۱۳۸۶ با شمارهٔ ثبت ۱۹۴۶۳ به‌عنوان یکی از آثار ملی ایران به ثبت رسیده است.